# Васильєвський сільський округ
Васи́льєвський сільський округ (каз. Васильевка ауылдық округі, рос. Васильевский сельский округ) — адміністративна одиниця у складі Сандиктауського району Акмолинської області Казахстану. Адміністративний центр — село Васильєвка.
Населення — 642 особи (2021; 1061 у 2009, 1633 у 1999, 2348 у 1989).
Станом на 1989 рік існували Васильєвська сільська рада (села Васильєвка, Тучне) та Гвардійська сільська рада (село Острогорка).

## Склад
До складу округу входять такі населені пункти:
| Населений пункт  | Населення, осіб (1989) | Населення, осіб (1999) | Населення, осіб (2009) | Населення, осіб (2021) |
| ---------------- | ---------------------- | ---------------------- | ---------------------- | ---------------------- |
| Васильєвка, село | 734                    | 555                    | 394                    | 276                    |
| Тучне, село      | 424                    | 302                    | 183                    | 51                     |
| Улан, село       | 1190                   | 776                    | 484                    | 315                    |